# 10061 Ndolaprata
A 10061 Ndolaprata (ideiglenes jelöléssel 1988 PG1) a Naprendszer kisbolygóövében található aszteroida. A. J. Noymer fedezte fel 1988. augusztus 11-én.